# Drosera hamiltonii
Drosera hamiltonii är en sileshårsväxtart som beskrevs av Cecil Rollo Payton Andrews. Drosera hamiltonii ingår i släktet sileshår, och familjen sileshårsväxter.
Artens utbredningsområde är:
- Ashmore-Cartieröarna.
- Western Australia.

Inga underarter finns listade i Catalogue of Life.

## Bildgalleri

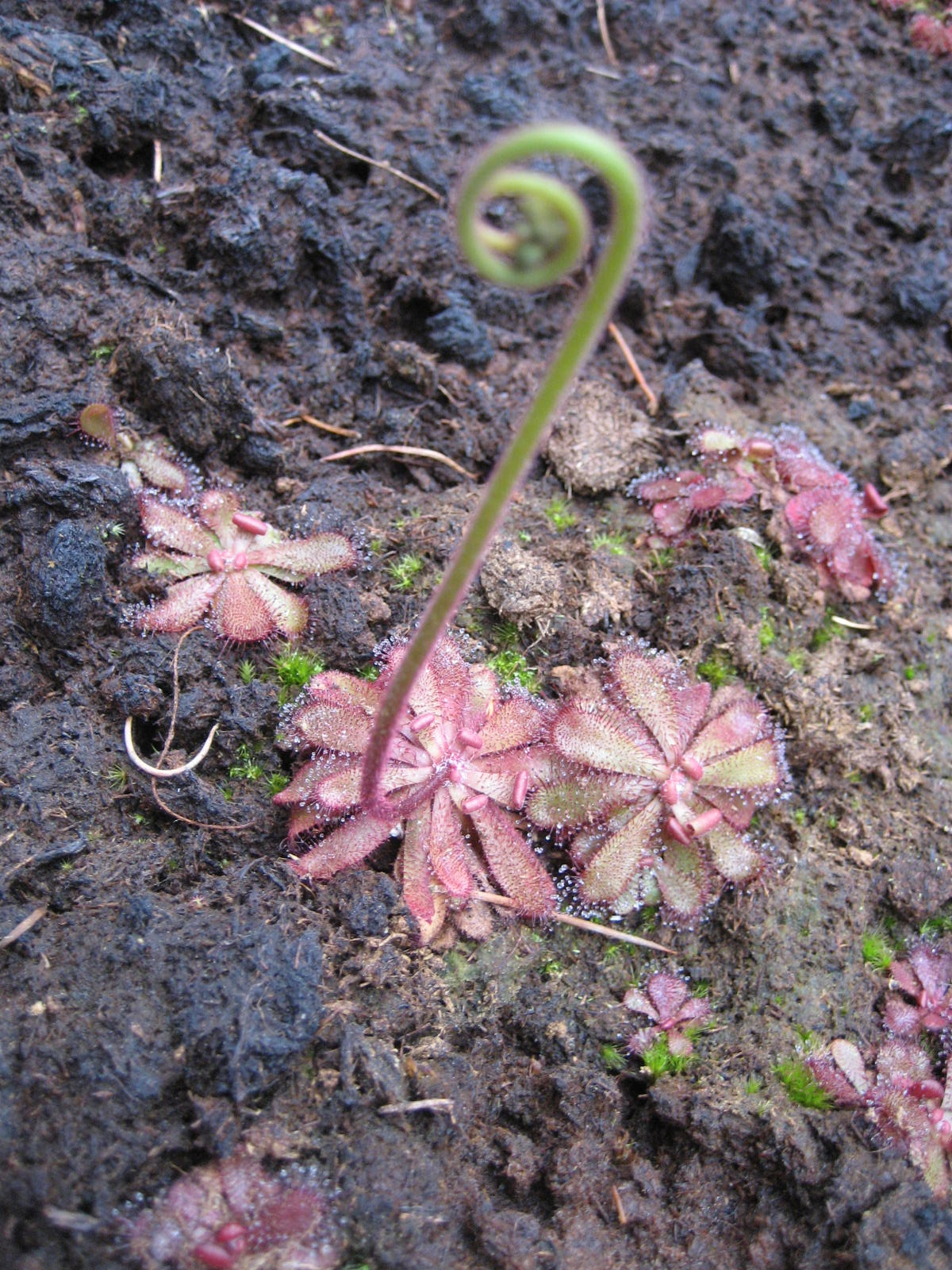
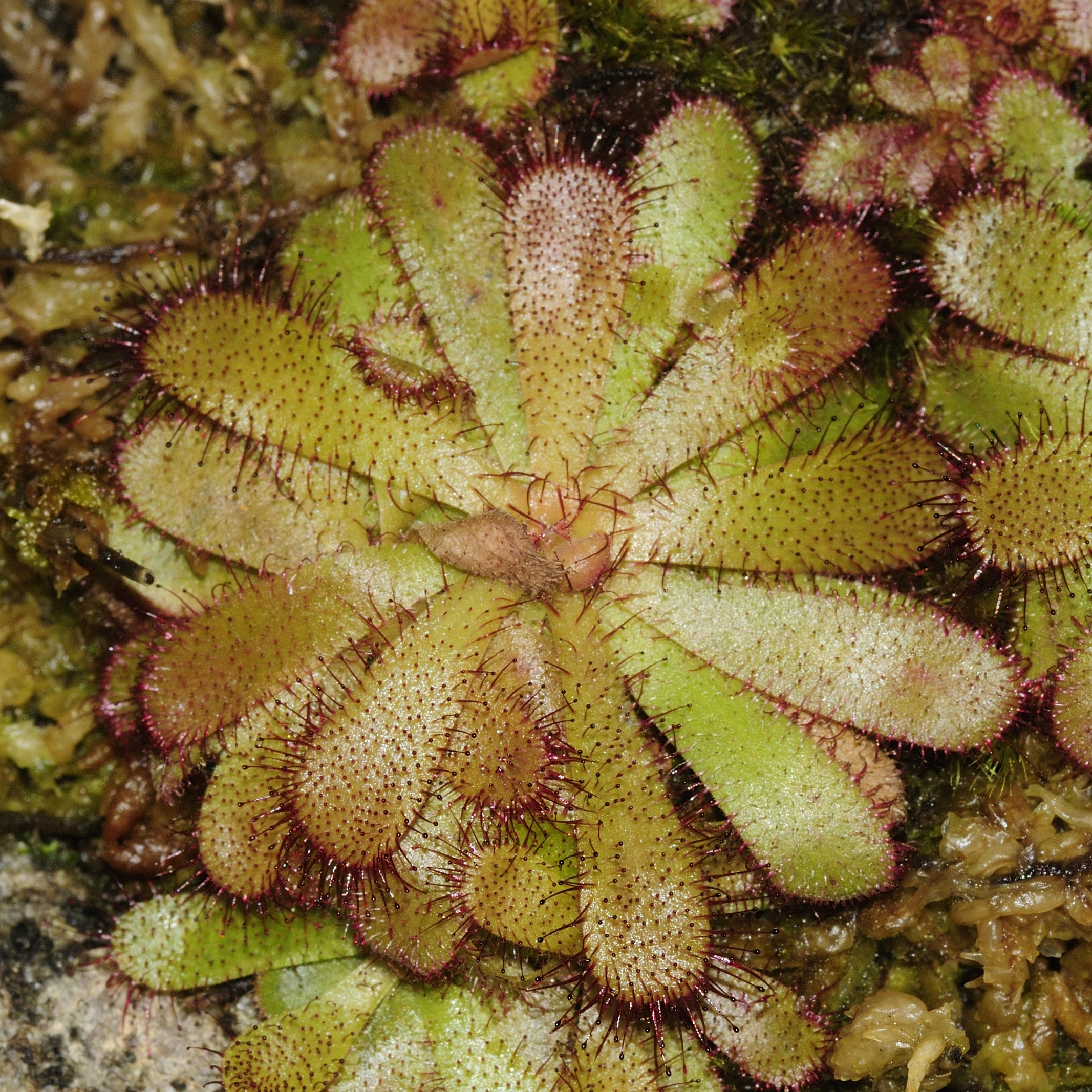
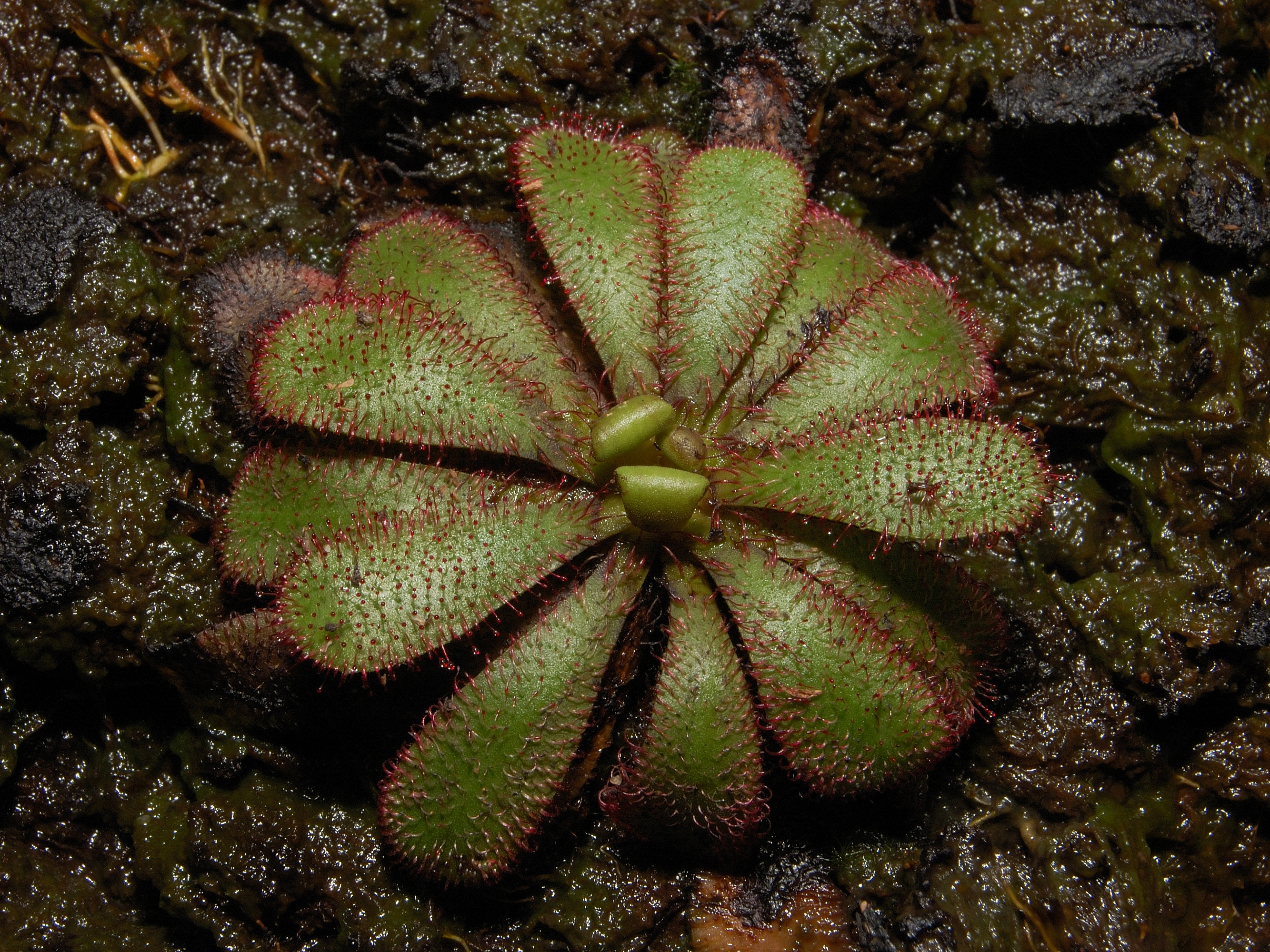
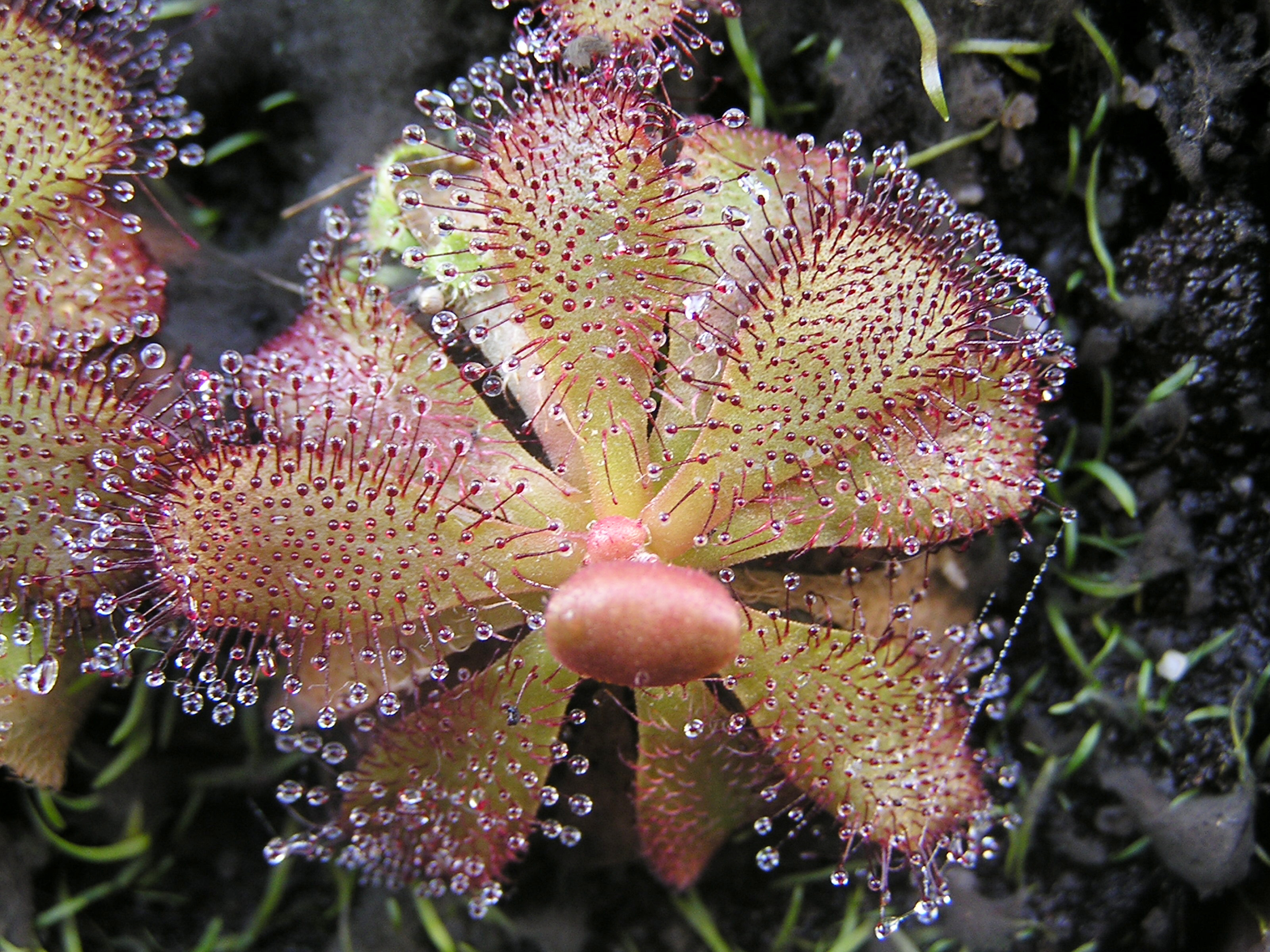
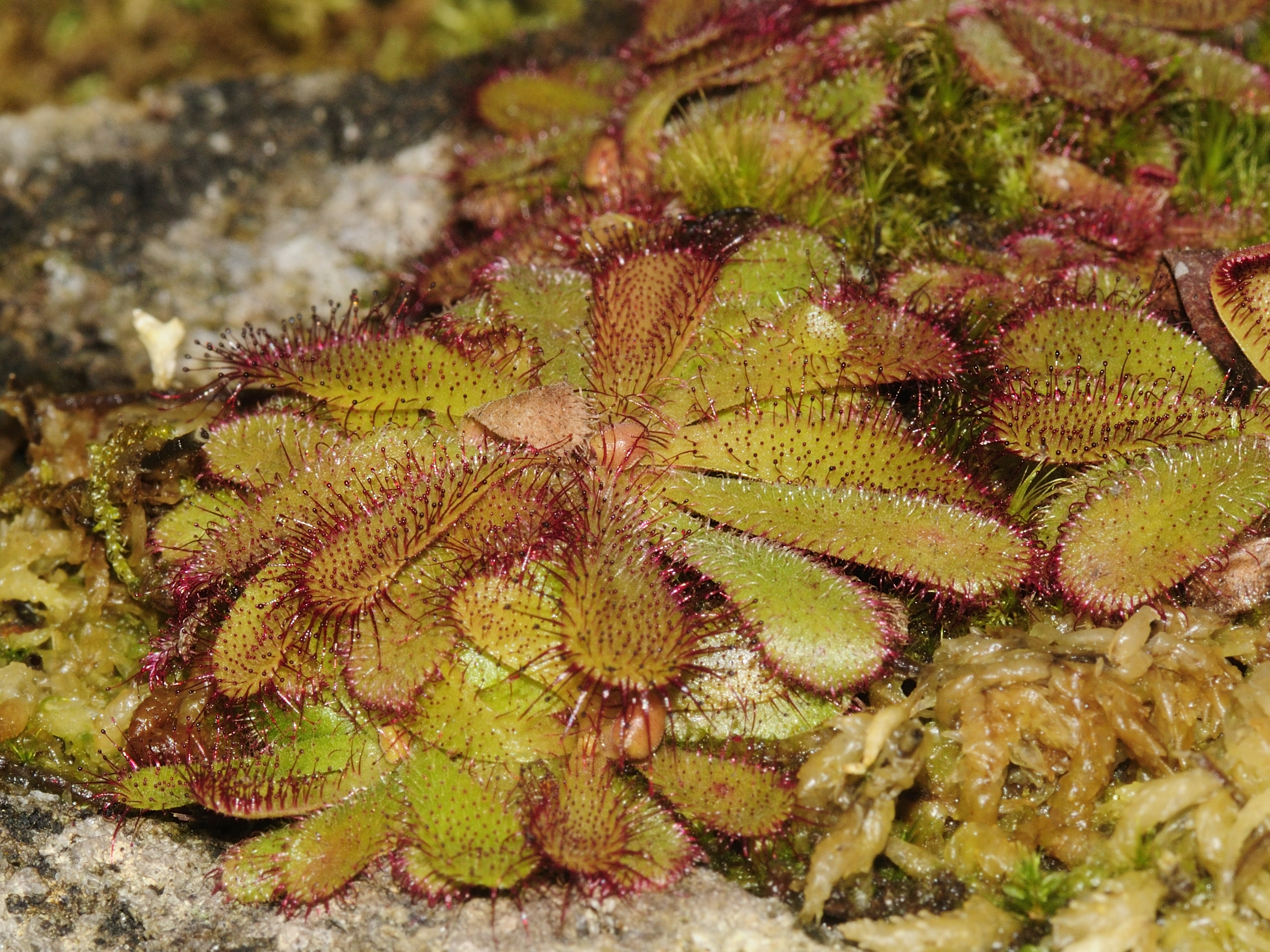
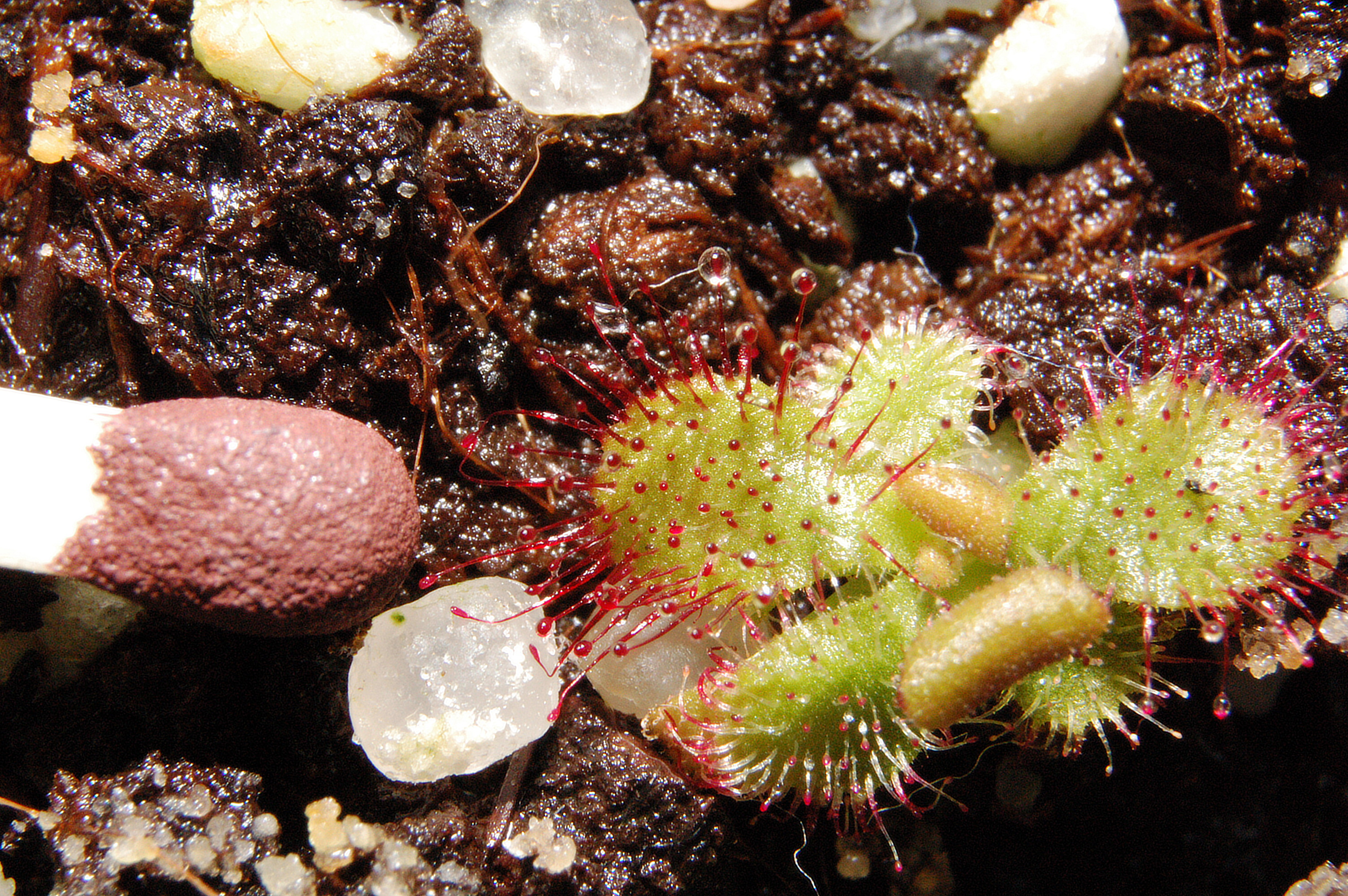